# Campeonato de Francia de Rugby 15 1911-12
El Campeonato de Francia de Rugby 15 1911-12 fue la 21.ª edición del Campeonato francés de rugby, la principal competencia del rugby galo.
El campeón del torneo fue el equipo de Toulouse quienes obtuvieron su primer campeonato.

## Desarrollo

### Cuartos de final
| 3 de marzo de 1912 | Grenoble | Avanza Lyon | FC Lyon |  |  |

| 3 de marzo de 1912 | Bayonne | 0 - 3 | Toulouse |  |  |

| 3 de marzo de 1912 | Compiègne | 0 - 23 | Racing Club |  |  |

| 3 de marzo de 1912 | Stade Nantais | 3 - 5 | Stade Bordelais |  |  |

### Semifinal
| 17 de marzo de 1912 | FC Lyon | 5 - 13 | Toulouse |  |  |

| 17 de marzo de 1912 | Racing Club | 8 - 4 | Stade Bordelais |  |  |

### Final
| 31 de marzo de 1912 | Toulouse | 8 - 6   | Racing Club | Stade des Ponts Jumeaux, Toulouse |  |
|                     |          | Reporte |             |                                   |  |

| Bandera de Francia |
| Campeón Toulouse   |
| Primer título      |